# Megamania
Megamania est un jeu vidéo de type shoot 'em up développé par Steve Cartwright et publié par Activision en 1982 sur Atari 2600 avant d’être porté sur Atari 5200 et Atari 8-bit. Le joueur incarne un pilote qui, dans son sommeil, rêve qu’il est aux commandes de son vaisseau spatial et qu’il affronte une horde d’aliments de fast food dont des hamburgers, des cornichons, des hot-dogs et des morceaux de fromage. Son gameplay est similaire à celui du jeu sur borne d’arcade Space Invaders. Le joueur contrôle un vaisseau spatial, positionné en bas de l’écran, qui peut se déplacer de droite à gauche et tirer vers le haut. Les ennemis apparaissent par vague en haut de l’écran. Une barre d’énergie, qui se vide petit à petit, indique au joueur la quantité de carburant qu’il lui reste. Si celle-ci s’épuise avant qu’une vague d’ennemis ne soit détruite, le joueur ne peut alors plus utiliser son canon laser. À l’inverse, le carburant restant à la fin d’une vague rapporte au joueur des points supplémentaires. Après chaque vague ou après avoir perdu un vaisseau, le réservoir se remplit automatiquement. Chaque vague d’ennemi se comporte de manière différente. La première vague d’ennemi, composée de hamburgers, se déplace ainsi horizontalement et lâche des bombes en direction du vaisseau du joueur. Viennent ensuite des morceaux de fromage, qui se déplace en zigzag vers le bas. 
En 1983, il est notamment élu « meilleur jeu vidéo humoristique » de l’année par le magazine Electronic Games.